# Juan de Echeverri Robere
Juan de Echeverri Robere (San Sebastián 1609 -  Mediterráneo 1662) fue un marino,  y militar guipuzcoano del País Vasco (España).
Ocupó el cargo de  capitán general de la Armada Real de la Guardia de la Carrera de Indias,
Fue caballero de la Orden de Calatrava desde 1638.

## Biografía
Nació en San Sebastián y fue el hijo primogénito de una familia con tradición marina y militar originaria de la torre de Echeverri en  Ezquioga (Guipúzcoa).
Comenzó en la Armada de Indias y del Mar Océano en 1628. 
Participó en numerosos encuentros, en La Mamora,  Orbitelo y en el sitio  de Salses.
A lo largo de su vida realizó cinco viajes a Indias al mando de la Escuadra en busca del tesoro de Su Majestad. Aquellas aguas estaban infestadas de corsarios y piratas con los que tuvo encuentros sin consecuencias  como por ejemplo con  el pirata  holandés Cornelius Jol, también llamado "Pata de Palo".
En 1652 participó en el sitio de La Rochelle enfrentándose a la flota francesa.
En 1656, a pesar de su mal estado de salud,  asumió el cargo de una escuadra y completó una nueva carrera a América con éxito.
Se hizo a la mar nuevamente en  1660 arribando felizmente  el tesoro de Indias a España.
En diciembre de 1662 se embarcó por última vez como capitán general de la Armada Real de la Guardia de la Carrera de Indias , falleciendo en la mar donde le dieron sepultura  a cien leguas de Cádiz.
Tuvo un hermano, Juan Domingo, que tuvo una trayectoria similar a nuestro personaje y en algunos textos  hay confusión entre ellos.